# Dirceu Arcoverde
Dirceu Arcoverde är en kommun i Brasilien.   Den ligger i delstaten Piauí, i den östra delen av landet, 900 km nordost om huvudstaden Brasília. Antalet invånare är 6 677.
Omgivningarna runt Dirceu Arcoverde är huvudsakligen savann. Runt Dirceu Arcoverde är det mycket glesbefolkat, med 4 invånare per kvadratkilometer.